# Megathoracipsylla pentagonia
Megathoracipsylla pentagonia är en loppart som beskrevs av Liu Chiying, Liu Yongtai et Zhang Jun 1980. Megathoracipsylla pentagonia ingår i släktet Megathoracipsylla och familjen fågelloppor. Inga underarter finns listade i Catalogue of Life.